# Munshi Premchand
Munshi Premchand, född 31 juli 1880, död 8 oktober 1936, var en av de största författarna i den moderna hindi- och urdulitteraturen.